# Arthropoda
Gli artropodi (Arthropoda Gravenhorst, 1843) sono un phylum di animali invertebrati protostomi celomati, che comprende circa i 5/6 delle specie finora classificate.
Il fatto che siano state descritte oltre un milione di specie di artropodi (e si stima che ne esistano 5 o forse 10 milioni) dimostra come la loro struttura di base sia versatile e adattabile a diversi modi di vita.

## Etimologia
Il termine "artropodi" deriva dai termini greci  ἄρθρον (àrthron), cioè "giunto", "articolazione", e πόδες (pòdes), "piedi", nel senso di "piedi articolati".

## Morfologia
Alcune caratteristiche che distinguono gli artropodi.

### Cuticola
Tutti gli artropodi possiedono una cuticola sclerificata che costituisce un esoscheletro poco denso ed elastico, e sufficientemente rigido da proteggere e sorreggere il corpo. Esso è formato da chitina, un materiale organico complesso prodotto dalle cellule immediatamente sottostanti.
L'esoscheletro non contiene cellule: non è quindi in grado di crescere con l'animale e pertanto, così come negli altri ecdisozoi, l'accrescimento avviene per mute. L'esoscheletro non è continuo bensì costituito da placche (scleriti) unite da tratti di cuticola non sclerificata (pleure) che costituiscono le articolazioni (per consentire i movimenti che sarebbero impediti da un esoscheletro rigido continuo).

### Metameria

Metameria omonoma di un trilobite

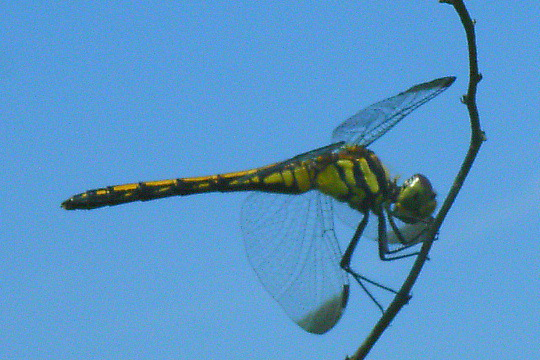
Metameria eteronoma di una libellula, Sympetrum infuscatum

Caratteristica dei panartropodi (onicofori, tardigradi, e artropodi) è la metameria che coinvolge tutto il corpo, che è quindi formato da segmenti (detti anche metameri o somiti). Nelle forme più basali, la metameria tende a essere omonoma (cioè con i metameri non differenziati strutturalmente); nel corso dell'evoluzione i vari segmenti si sono differenziati sempre di più, raggruppandosi fino a formare delle parti del corpo o tagmi (metameria eteronoma, la regola per gli artropodi). Si nota in particolare una suddivisione del corpo in almeno due tagmi: prosoma e opistosoma nei chelicerati, capo e tronco nei mandibolati (l'insieme di Crustacea, Myriapoda e Hexapoda) più primitivi; nei mandibolati più evoluti si ha una suddivisione del corpo in tre tagmi: capo, torace e addome (per differenziazione del tronco; nei crostacei le tre regioni vengono chiamate cephalon, pereion e pleon).

Le appendici sono articolate, da questa carartteristica deriva il nome del phylum. Le appendici non sempre contengono muscoli, ma sono spesso mosse da dei tendini collegati a muscoli che si trovano nel tronco. Il tipo più primitivo di appendici sono le zampe, che nelle forme più primitive sono presenti in tutti i segmenti. Con la differenziazione, le zampe tendono a rimanere solo nei segmenti toracici. Le appendici delle altre zone del corpo spariscono o si trasformano per assolvere ad altre funzioni.

### Anatomia interna
Il celoma si modifica a formare un emocele. Tale cavità non è delimitata da pareti proprie e localizzata solo attorno all'intestino, come i tipici celomi, ma tende a raggiungere molte parti del corpo. Deriva, nel corso dello sviluppo embrionale, in parte dalle tasche celomatiche che si formano e in parte da un residuo del blastocele per sfaldamento dei celoteli e mescolamento delle due cavità: questo tipo di cavità di significato misto è detto sinceloma o mixocele. Il liquido dell'emocele, detto emolinfa, è lo stesso che scorre nel sistema circolatorio, che è aperto, e svolge tutte le funzioni di trasporto.

L'apparato respiratorio è molto efficiente, permettendo attività energicamente dispendiose come il volo. Negli artropodi acquatici la respirazione avviene grazie a delle branchie che sporgono verso l'esterno. In quelli terrestri vi sono due tipi principali di sistemi: attraverso piccolissime ramificazioni dette trachee, che sporgono verso l'esterno tramite piccoli pori detti stigmi (come gli insetti), o attraverso particolari strutture dette "polmoni a libro", costituiti da foglietti ripiegati all'interno del corpo per aumentare la superficie dedita agli scambi gassosi (come gli aracnidi).

## Sviluppo

### Uova ed embriogenesi
Tutti gli artropodi si riproducono per mezzo di uova, anche se alcuni, in particolare gli scorpioni, sono ovovivipari, cioè le uova restano all'interno del corpo materno fino alla schiusa.
Le larve in alcuni casi assomigliano all'adulto, ma nella maggior parte dei casi presentano differenze significative.

### Mute
La crescita degli artropodi è ostacolata dalle caratteristiche dell'esoscheletro, che non è in grado di espandersi in funzione con l'aumento di grandezza e larghezza del corpo. Pertanto tutti gli artropodi subiscono periodicamente delle mute con le quali l'esoscheletro esistente viene sostituito da uno nuovo.
Alle mute si accompagnano, in moltissimi artropodi, trasformazioni del corpo che non si limitano alla semplice crescita dimensionale (metamorfosi).
Nei crostacei è comune la comparsa di segmenti e piedi aggiuntivi, che corrispondono tipicamente alle tre fasi dette nauplio, zoea e adulto (con varianti a seconda degli ordini e delle specie).
Negli insetti la metamorfosi comporta trasformazioni varie, tra cui quasi sempre la comparsa delle ali, sempre assenti nelle larve. Negli insetti olometaboli la metamorfosi assume il suo grado massimo, con la presenza di tre fasi: la larva propriamente detta (fase che comprende vari stadi separati da mute); la pupa, fase immobile (preceduta da un eventuale stadio di pre-pupa); infine la cosiddetta immagine, che emerge dalla pupa e ha le caratteristiche dell'adulto.

## Ambiente e comportamento

### Habitat
Gli artropodi si sono originati in ambienti marini e ancora oggi un grandissimo numero di artropodi abita i mari e gli oceani. Molti gruppi si sono adattati anche alle acque dolci.
Alcuni gruppi di artropodi (aracnidi, insetti, ecc.) hanno avuto peraltro un grande successo nel colonizzare gli ambienti terrestri, persino se aridi. Gli insetti hanno infine colonizzato anche gli ambienti aerei, mediante l'acquisizione della capacità di volare, propria in diverso grado di quasi tutte le specie.

### Cooperazioni preistoriche
Nel giacimento cinese di Chengjiang sono state ritrovate lunghe catene di artropodi antiche almeno 525 milioni di anni, legati l'uno all'altro; sembrerebbe la più remota forma di comportamento cooperativo pervenuto ai nostri giorni. Una delle spiegazioni plausibili per questo comportamento è quella di una migrazione di massa, resa in tal modo più sicura.

## Sistematica
Quello degli Arthropoda è il phylum più ricco di taxa e che conta il maggior numero di organismi viventi nel regno animale.
Tradizionalmente sono riconosciuti quattro subphyla:
- Chelicerata. Include ragni, acari, scorpioni, limuli e altri organismi caratterizzati dalla presenza di un paio di appendici dette cheliceri.
- Myriapoda. Include millepiedi, centopiedi e altri organismi con un alto numero di segmenti del tronco molti dei quali portano uno o due paia di zampe.
- Crustacea. Include aragoste, granchi, gamberi e altri organismi principalmente acquatici caratterizzati dal possedere due paia di appendici preorali (antenne e antennule) e appendici biramose.
- Hexapoda. Include insetti, collemboli, proturi e dipluri, tutti organismi che portano tre paia di zampe.

Fuori da questi quattro sottotipi, gli artropodi comprendono un certo numero di forme fossili, alcune risalenti al Cambriano, difficili da collocare nella filogenesi del gruppo per la mancanza di una chiara affinità verso un qualsiasi altro gruppo associata a somiglianze con più di uno.
I trilobiti rappresentano uno dei più noti esempi di artropodi ormai estinti. Sono un gruppo di organismi marini scomparso durante l'estinzione permo-triassica, nonostante avessero già subito una forte riduzione dopo l'estinzione del Tardo Devoniano.

### Filogenesi
Dopo diversi anni di dibattito la comunità scientifica è concorde nell'affermare che i sopramenzionati quattro subphyla formino un gruppo monofiletico chiamato Euarthropoda, ben individuato da caratteri morfologici e molecolari. Tuttavia le relazioni fra questi rimangono parzialmente incerte, come del resto è oggetto di dibattito la supposta parentela degli euartropodi con i tardigradi e gli onicofori che racchiuderebbe questi tre gruppi in un clade monofiletico denominato Panarthropoda. Recenti studi, fortemente supportati, suggeriscono che il subphylum Crustacea sia parafiletico, in quanto gli esapodi si sarebbero evoluti da un clade, di collocazione ancora incerta, all'interno di questo gruppo. Secondo questa ipotesi filogenetica, i crostacei e gli esapodi formerebbero un clade, detto Pancrustacea. Questa interpretazione si contrappone alla più antica idea di un clade, gli Atelocerata (o Tracheata, o Uniramia stricto sensu) che raccoglieva Esapoda con Myriapoda, escludendo i Crustacea, sulla base di caratteri morfologici. Un numero crescente di evidenze molecolari smentisce questa filogenesi.
| Atelocerata | \| \| Myriapoda \| \| \| \| \| \| Hexapoda \| \| \| \| |
|             | \| \| Myriapoda \| \| \| \| \| \| Hexapoda \| \| \| \| |
|             | Crustacea                                              |
|             |                                                        |
|             | Myriapoda                                              |
|             |                                                        |
|             | Hexapoda                                               |
|             |                                                        |

|  | Myriapoda |
|  |           |
|  | Hexapoda  |
|  |           |

| Atelocerata | \| \| Myriapoda \| \| \| \| \| \| Hexapoda \| \| \| \| |
|             | \| \| Myriapoda \| \| \| \| \| \| Hexapoda \| \| \| \| |
|             | Crustacea                                              |
|             |                                                        |
|             | Myriapoda                                              |
|             |                                                        |
|             | Hexapoda                                               |
|             |                                                        |

|  | Myriapoda |
|  |           |
|  | Hexapoda  |
|  |           |

| Atelocerata | \| \| Myriapoda \| \| \| \| \| \| Hexapoda \| \| \| \| |
|             | \| \| Myriapoda \| \| \| \| \| \| Hexapoda \| \| \| \| |
|             | Crustacea                                              |
|             |                                                        |
|             | Myriapoda                                              |
|             |                                                        |
|             | Hexapoda                                               |
|             |                                                        |

|  | Myriapoda |
|  |           |
|  | Hexapoda  |
|  |           |

| Atelocerata | \| \| Myriapoda \| \| \| \| \| \| Hexapoda \| \| \| \| |
|             | \| \| Myriapoda \| \| \| \| \| \| Hexapoda \| \| \| \| |
|             | Crustacea                                              |
|             |                                                        |
|             | Myriapoda                                              |
|             |                                                        |
|             | Hexapoda                                               |
|             |                                                        |

|  | Myriapoda |
|  |           |
|  | Hexapoda  |
|  |           |

|              | Myriapoda                                              |
|              |                                                        |
| Pancrustacea | \| \| Hexapoda \| \| \| \| \| \| Crustacea \| \| \| \| |
|              | \| \| Hexapoda \| \| \| \| \| \| Crustacea \| \| \| \| |
|              | Hexapoda                                               |
|              |                                                        |
|              | Crustacea                                              |
|              |                                                        |

|  | Hexapoda  |
|  |           |
|  | Crustacea |
|  |           |

|              | Myriapoda                                              |
|              |                                                        |
| Pancrustacea | \| \| Hexapoda \| \| \| \| \| \| Crustacea \| \| \| \| |
|              | \| \| Hexapoda \| \| \| \| \| \| Crustacea \| \| \| \| |
|              | Hexapoda                                               |
|              |                                                        |
|              | Crustacea                                              |
|              |                                                        |

|  | Hexapoda  |
|  |           |
|  | Crustacea |
|  |           |

|              | Myriapoda                                              |
|              |                                                        |
| Pancrustacea | \| \| Hexapoda \| \| \| \| \| \| Crustacea \| \| \| \| |
|              | \| \| Hexapoda \| \| \| \| \| \| Crustacea \| \| \| \| |
|              | Hexapoda                                               |
|              |                                                        |
|              | Crustacea                                              |
|              |                                                        |

|  | Hexapoda  |
|  |           |
|  | Crustacea |
|  |           |

|              | Myriapoda                                              |
|              |                                                        |
| Pancrustacea | \| \| Hexapoda \| \| \| \| \| \| Crustacea \| \| \| \| |
|              | \| \| Hexapoda \| \| \| \| \| \| Crustacea \| \| \| \| |
|              | Hexapoda                                               |
|              |                                                        |
|              | Crustacea                                              |
|              |                                                        |

|  | Hexapoda  |
|  |           |
|  | Crustacea |
|  |           |

All'interno degli euartropodi, il maggior punto di disaccordo è stato a lungo rappresentato dalla posizione dei miriapodi. In alcuni studi i miriapodi vengono raggruppati con i chelicerati a formare un clade detto Myriochelata, sister-group dei pancrustacei; altre analisi, più recenti e maggiormente supportate da dataset molecolari, suggeriscono che i miriapodi siano strettamente imparentati con i Pancrustacea, a formare un clade, i Mandibulata, che esclude i chelicerati.
| Myriochelata | \| \| Chelicerata \| \| \| \| \| \| Myriapoda \| \| \| \| |
|              | \| \| Chelicerata \| \| \| \| \| \| Myriapoda \| \| \| \| |
|              | Pancrustacea                                              |
|              |                                                           |
|              | Chelicerata                                               |
|              |                                                           |
|              | Myriapoda                                                 |
|              |                                                           |

|  | Chelicerata |
|  |             |
|  | Myriapoda   |
|  |             |

| Myriochelata | \| \| Chelicerata \| \| \| \| \| \| Myriapoda \| \| \| \| |
|              | \| \| Chelicerata \| \| \| \| \| \| Myriapoda \| \| \| \| |
|              | Pancrustacea                                              |
|              |                                                           |
|              | Chelicerata                                               |
|              |                                                           |
|              | Myriapoda                                                 |
|              |                                                           |

|  | Chelicerata |
|  |             |
|  | Myriapoda   |
|  |             |

|             | Chelicerata                                                |
|             |                                                            |
| Mandibulata | \| \| Myriapoda \| \| \| \| \| \| Pancrustacea \| \| \| \| |
|             | \| \| Myriapoda \| \| \| \| \| \| Pancrustacea \| \| \| \| |
|             | Myriapoda                                                  |
|             |                                                            |
|             | Pancrustacea                                               |
|             |                                                            |

|  | Myriapoda    |
|  |              |
|  | Pancrustacea |
|  |              |

|             | Chelicerata                                                |
|             |                                                            |
| Mandibulata | \| \| Myriapoda \| \| \| \| \| \| Pancrustacea \| \| \| \| |
|             | \| \| Myriapoda \| \| \| \| \| \| Pancrustacea \| \| \| \| |
|             | Myriapoda                                                  |
|             |                                                            |
|             | Pancrustacea                                               |
|             |                                                            |

|  | Myriapoda    |
|  |              |
|  | Pancrustacea |
|  |              |

Nell'ambito del più ampio raggruppamento degli Ecdysozoa, gli euartropodi mostrano tratti condivisi, tra cui la segmentazione e la presenza di appendici, con i Tardigrada e gli Onychophora, tuttavia una stretta relazione fra questi tre phyla non è stata chiaramente supportata da dati molecolari. Una parentela fra onicofori ed euartropodi è ampiamente accettata, ma le affinità con i tardigradi sono meno chiare, tant'è che questi ultimi sono spesso stati raggruppati con i nematodi in diversi studi filogenetici. Recentemente, studi che hanno limitato artefatti filogenetici come long-branch attraction e compositional attraction, dovuti a fast-evolving taxa e a bias nella composizione in basi delle sequenze nucleotidiche di certi taxa del dataset, rigettano l'ipotesi che Nematoda e Tardigrada siano sister-group e mostrano una comune origine dei tre phyla che costituiscono i Panarthropoda. Analisi più specifiche, volte a risolvere le relazioni di parentela fra tardigradi, onicofori e artropodi, sono state condotte nel 2010 sui marcatori mitocondriali e sono risultate nell'unione di Tardigrada e Onychophora come sister-group, una topologia che non trova un supporto morfologico. Una parte degli autori di questa filogenesi ha rimesso in discussione questa stessa ipotesi l'anno successivo, sostenendo il sister-group Arthropoda + Onychophora sulla base di un dataset costituito da EST e microRNA e utilizzando un modello di sostituzione più adeguato ai dati disponibili (CAT-GTR).
|              | Myriapoda                                              |
|              |                                                        |
| Pancrustacea | \| \| Hexapoda \| \| \| \| \| \| Crustacea \| \| \| \| |
|              | \| \| Hexapoda \| \| \| \| \| \| Crustacea \| \| \| \| |
|              | Hexapoda                                               |
|              |                                                        |
|              | Crustacea                                              |
|              |                                                        |

|  | Hexapoda  |
|  |           |
|  | Crustacea |
|  |           |

|              | Myriapoda                                              |
|              |                                                        |
| Pancrustacea | \| \| Hexapoda \| \| \| \| \| \| Crustacea \| \| \| \| |
|              | \| \| Hexapoda \| \| \| \| \| \| Crustacea \| \| \| \| |
|              | Hexapoda                                               |
|              |                                                        |
|              | Crustacea                                              |
|              |                                                        |

|  | Hexapoda  |
|  |           |
|  | Crustacea |
|  |           |

|              | Myriapoda                                              |
|              |                                                        |
| Pancrustacea | \| \| Hexapoda \| \| \| \| \| \| Crustacea \| \| \| \| |
|              | \| \| Hexapoda \| \| \| \| \| \| Crustacea \| \| \| \| |
|              | Hexapoda                                               |
|              |                                                        |
|              | Crustacea                                              |
|              |                                                        |

|  | Hexapoda  |
|  |           |
|  | Crustacea |
|  |           |

|              | Myriapoda                                              |
|              |                                                        |
| Pancrustacea | \| \| Hexapoda \| \| \| \| \| \| Crustacea \| \| \| \| |
|              | \| \| Hexapoda \| \| \| \| \| \| Crustacea \| \| \| \| |
|              | Hexapoda                                               |
|              |                                                        |
|              | Crustacea                                              |
|              |                                                        |

|  | Hexapoda  |
|  |           |
|  | Crustacea |
|  |           |

|              | Myriapoda                                              |
|              |                                                        |
| Pancrustacea | \| \| Hexapoda \| \| \| \| \| \| Crustacea \| \| \| \| |
|              | \| \| Hexapoda \| \| \| \| \| \| Crustacea \| \| \| \| |
|              | Hexapoda                                               |
|              |                                                        |
|              | Crustacea                                              |
|              |                                                        |

|  | Hexapoda  |
|  |           |
|  | Crustacea |
|  |           |

|              | Myriapoda                                              |
|              |                                                        |
| Pancrustacea | \| \| Hexapoda \| \| \| \| \| \| Crustacea \| \| \| \| |
|              | \| \| Hexapoda \| \| \| \| \| \| Crustacea \| \| \| \| |
|              | Hexapoda                                               |
|              |                                                        |
|              | Crustacea                                              |
|              |                                                        |

|  | Hexapoda  |
|  |           |
|  | Crustacea |
|  |           |

|              | Myriapoda                                              |
|              |                                                        |
| Pancrustacea | \| \| Hexapoda \| \| \| \| \| \| Crustacea \| \| \| \| |
|              | \| \| Hexapoda \| \| \| \| \| \| Crustacea \| \| \| \| |
|              | Hexapoda                                               |
|              |                                                        |
|              | Crustacea                                              |
|              |                                                        |

|  | Hexapoda  |
|  |           |
|  | Crustacea |
|  |           |

|              | Myriapoda                                              |
|              |                                                        |
| Pancrustacea | \| \| Hexapoda \| \| \| \| \| \| Crustacea \| \| \| \| |
|              | \| \| Hexapoda \| \| \| \| \| \| Crustacea \| \| \| \| |
|              | Hexapoda                                               |
|              |                                                        |
|              | Crustacea                                              |
|              |                                                        |

|  | Hexapoda  |
|  |           |
|  | Crustacea |
|  |           |

### Subphyla e classi
- incertae sedis
  - Classe: Marrellomorpha† - es. Marrella splendens†
  - Classe? - Burgessia †
- Subphylum Trilobitomorpha†
  - Classe: Trilobita- trilobiti†
- Subphylum Crustacea
  - Classe: Malacostraca- aragoste, gamberi, granchi, scampi, ecc.
  - Classe: Branchiopoda- dafnie, anostraci, ecc.
  - Classe: Maxillopoda- cirripedi, copepodi, ecc.
  - Classe: Ostracoda- ostracodi
  - Classe: Cephalocarida- brachipodi
  - Classe: Remipedia- remipedi
  - Classe: Thylacocephala †
  - Classe: Protocaridida †
  - Classe: Waptiida †
- Subphylum Hexapoda
  - Classe: Entognatha- proturi, dipluri e collemboli
  - Classe: Insecta- insetti
- Subphylum Myriapoda
  - Classe: Diplopoda- millepiedi
  - Classe: Chilopoda- centopiedi
  - Classe: Pauropoda- pauropodi
  - Classe: Symphyla- simfili
- Subphylum Chelicerata
  - Classe: Arachnida- ragni, opilioni, scorpioni, acari, ecc.
  - Classe: Merostomata- limuli ed euripteridi †
  - Classe: Pycnogonida- ragni di mare